# Amyris brachybotrys
Amyris brachybotrys är en vinruteväxtart som beskrevs av Porphir Kiril Nicolai Stepanowitsch Turczaninow. Amyris brachybotrys ingår i släktet Amyris och familjen vinruteväxter. Inga underarter finns listade i Catalogue of Life.